# Station Warszówka
Station Warszówka is een spoorwegstation in de Poolse plaats Warszówka.